# Буданцев, Виктор Александрович
Виктор Александрович Буданцев (26 января 1968, Красная Криуша, Тамбовская область — 20 августа 2000, Шаами-Юрт, Чечня) — российский милиционер, капитан милиции, Герой России.

## Биография
Виктор Буданцев родился 26 января 1968 года в селе Красная Криуша Тамбовского района Тамбовской области в русской семье. Окончил среднюю школу в родном селе. В 1986—1988 годах проходил срочную службу в рядах ВС СССР. После увольнения в запас продолжил образование и в 1993 году окончил Тамбовский строительный техникум. В декабре 1993 года поступил на службу в органы Министерства внутренних дел России. В 1994 году прошёл подготовку в центре переучивания МВД.
Вся милицейская служба Виктора Буданцева прошла в отряде милиции особого назначения при ГУВД Воронежской области, где он дослужился от милиционера до командира взвода. В составе отряда Буданцев совершил шесть командировок на Северный Кавказ для участия в боевых действиях на территории Чеченской Республики в период Первой и Второй чеченских войн.
Шестая командировка капитана Буданцева проходила летом 2000 года. Отряд нёс службу в Ачхой-Мартановском районе Чечни. Буданцев был старшим отряда сопровождения членов избирательной комиссии. Вечером 20 августа 2000 года, когда небольшая колонна с членами комиссии возвращалась с избирательного участка, капитан Буданцев находился на броне головного бронетранспортера. В районе села Шаами-Юрт, на мосту через реку Фортанга, БТР был подорван боевиками при помощи управляемого фугасного снаряда и заглох. При взрыве капитан Буданцев получил тяжёлое ранение в ногу: осколок перебил ему артерию.
Боевики начали обстрел колонны из засады. Несмотря на ранение, Буданцев сумел завести заглохший БТР и закрыл им машину с гражданскими лицами от огня боевиков, тем самым дав им возможность спастись. Вместе с подчинёнными сотрудниками милиции вступил в бой с противником. Когда рядом упала брошенная боевиками граната, Буданцев закрыл своим телом раненого милиционера. При взрыве гранаты Буданцев вторично получил тяжёлые ранения, однако и после этого остался в бою. Нападение боевиков было отражено, но Буданцев, несмотря на усилия товарищей, скончался от ранений и значительной потери крови.
Указом Президента Российской Федерации № 1397 от 5 декабря 2001 года капитану милиции Виктору Буданцеву было посмертно присвоено звание Героя Российской Федерации.
Похоронен на Аллее Героев коминтерновского кладбища в Воронеже.

## Память
- Приказом МВД России № 489 от 4 августа 2004 года Виктор Буданцев навечно зачислен в списки личного состава ОМОНа при ГУВД Воронежской области.
- В 2014 году на здании школы в селе Красная Криуша, где учился Буданцев, была установлена мемориальная доска в его честь[2].
- Начиная с 2001 года в Воронеже проводится ежегодный турнир по многоборью среди школьников памяти Буданцева.
- В микрорайоне Шилово города Воронежа одна из улиц была названа в честь Виктора Буданцева

## Награды
- Медаль «Золотая Звезда»
- Орден Мужества
- Медаль «За отвагу»
- Медаль ордена «За заслуги перед Отечеством» II степени
- Медаль «За отличие в охране общественного порядка»